# Ажгон
Ажгон (Trachyspermum ammi) — однорічна ефіроолійна рослина родини окружкових. Ажгон відомий в Індії, Ірані, Афганістані, вирощувався також в Киргизстані та інших країнах.

## Назва
Рослина має багато назв, серед яких айован (англ. ajowan), індійський кмин, каром (англ. carom), бур'ян єпископа (англ. bishop's weed).

## Будова
Однорічна рослина з стрижневим коренем. Стебло прямостояче, гіллясте 20-60 см висоти, при вирощуванні на поливних землях — до 100—120 см. Галуження починається від кореневої шийки. Листя сизо-зелені чергові, поступово зменшуються до верхівки стебла, двічі або тричі перисторозсічені з дрібними лінійними загостреними, суцільнокрайнім сегментами, 7-12 мм довжини. Квітки дрібні (1,7-2,7 мм в діаметрі), зібрані на довгих квітконіжках в складні 6-12-променеві парасольки 3-5 см в діаметрі.

## Поширення та середовище існування
Походить ймовірно зі східного Середземномор'я, можливо з Єгипту.

## Практичне використання
Плоди дрібні (близько 2 мм завдовжки), містять ефірну (2.5—10 %) і жирну олію (15—30 %). В ефірній олії 40—55 % тимолу, який має сильні бактерицидні і протиглисні властивості. Використовується в парфумерній і фармацевтичній промисловості та як приправа в національних кухнях, зокрема Туркменській. Урожайність при зрошенні 8—10 ц/га і більше.

## Галерея

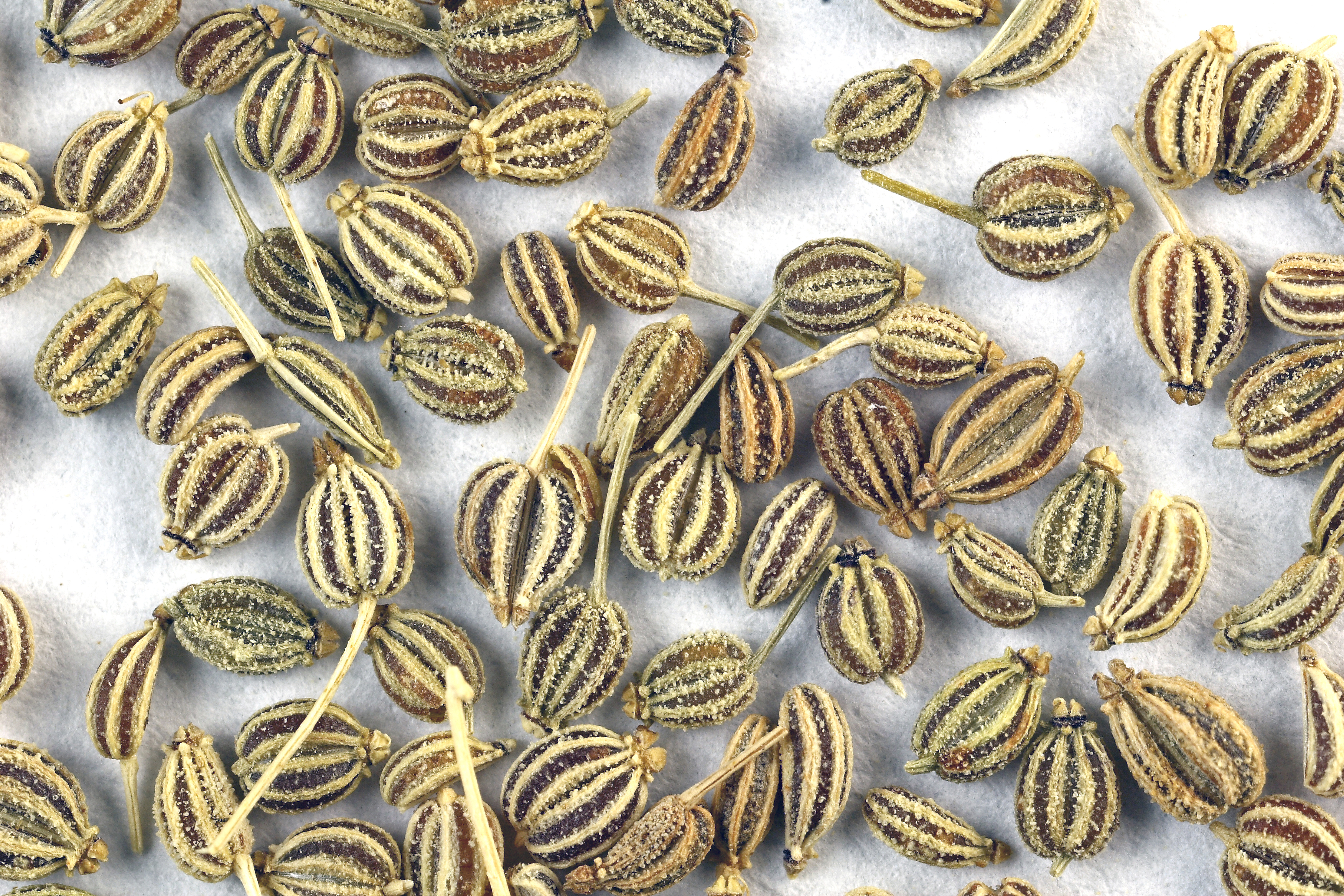
Насіння ажгону
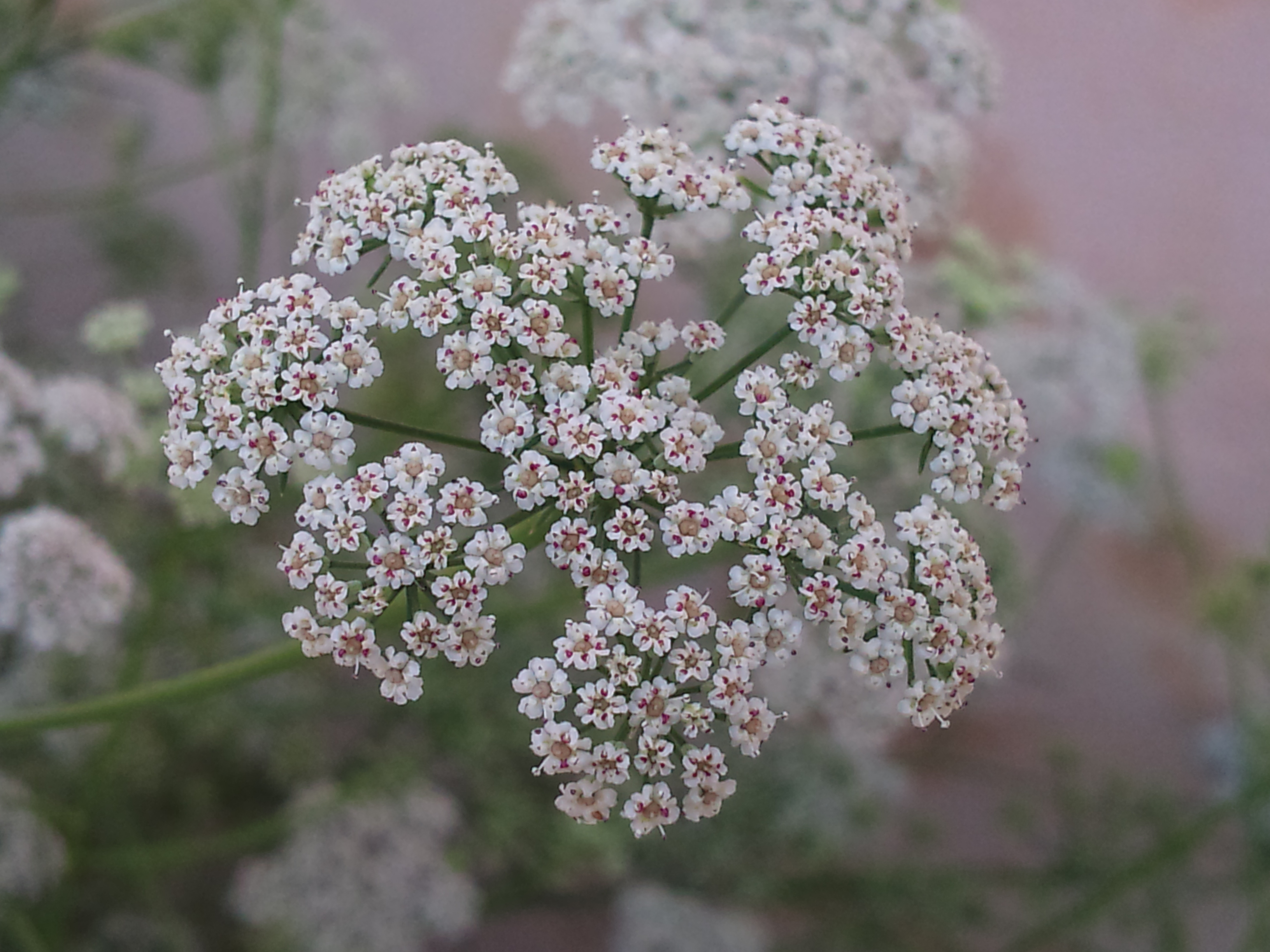
Квіти
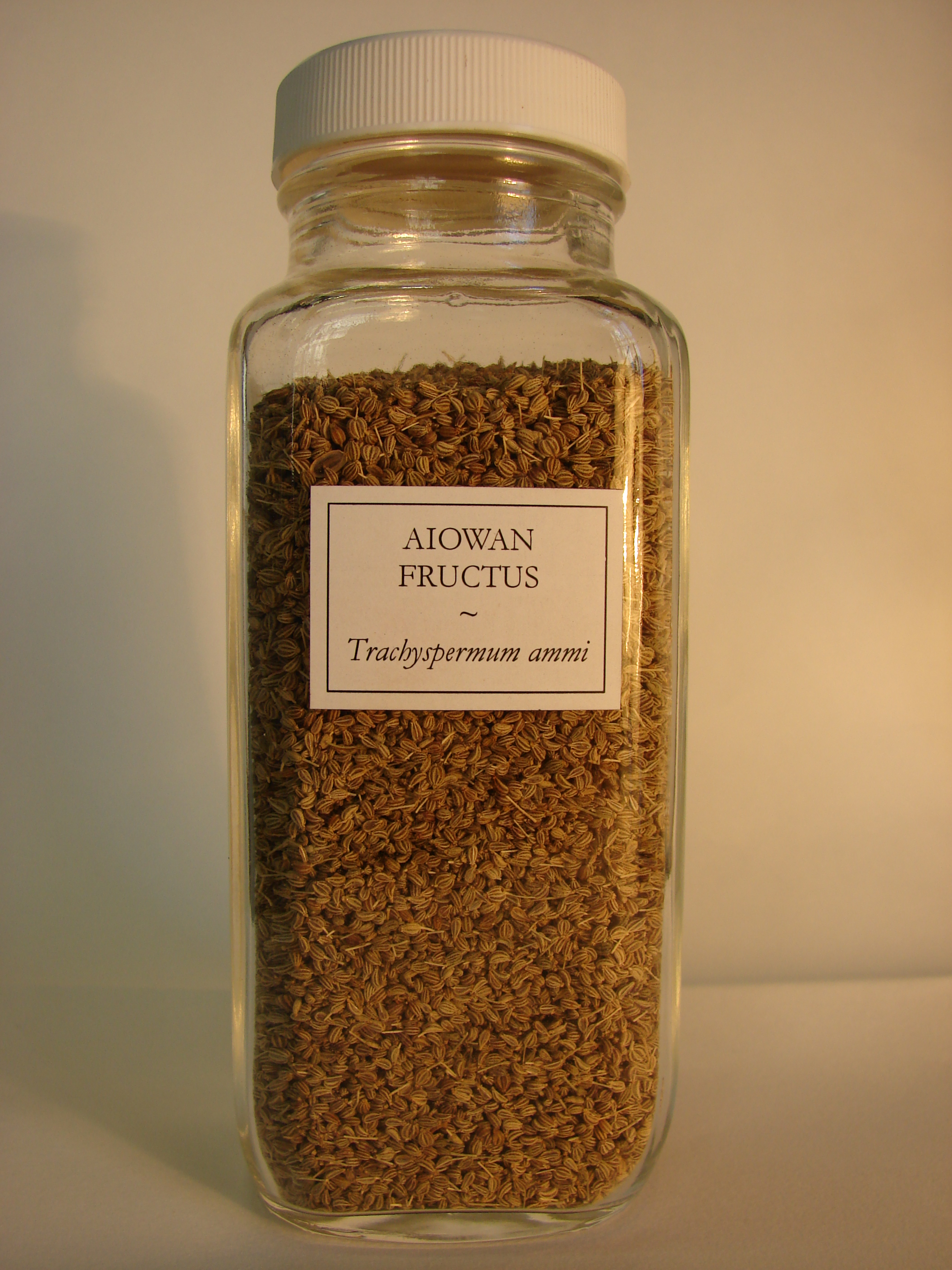